# Autisme à haut niveau de fonctionnement
Ne doit pas être confondu avec Syndrome d'Asperger.
Pour les articles homonymes, voir AHN et HFA.
L’expression autisme à haut niveau de fonctionnement, AHN ou AHF (en anglais high-functioning autism ou HFA) désigne toute forme d’autisme quand la personne concernée est, à des degrés divers, capable d'exprimer son intelligence et d'avoir des interactions sociales. L'autisme est présent, mais la personne peut vivre de façon relativement indépendante. Le raccourci de langage « autisme de haut niveau » est discutable car il peut prêter à confusion, la traduction du terme anglais signifiant « autisme à haut niveau de fonctionnement ».

## Classification
L'autisme à haut niveau de fonctionnement n'est pas codifié dans la classification DSM-IV (TR, 2000) ni dans la classification CIM-10. Il est fréquent d'inclure le syndrome d'Asperger dans l'autisme à haut niveau de fonctionnement, car il s'agit d'une forme d'autisme dont l'une des caractéristiques est l'absence de déficit intellectuel,.
La dernière édition 2013 de la classification DSM (DSM-5) élimine le diagnostic du syndrome d'Asperger pour l'intégrer au sein d'un nouveau diagnostic de « troubles du spectre de l'autisme » et attribue une échelle de sévérité (sévère, moyen ou modéré).

## Différenciation d'avec le syndrome d'Asperger
Depuis la publication du DSM-5, ce qu'on appelait « syndrome d'Asperger » est entièrement inclus dans les TSA (troubles du spectre autistique). Les distinctions entre personnes avec un syndrome d'Asperger et des troubles du spectre autistique n'ont plus lieu d'être.
La mesure du chevauchement entre le syndrome d'Asperger (SA) et l'autisme à haut niveau de fonctionnement est incertaine,. Dans l'ensemble, relativement peu de différences sont signalées sur les paramètres liés à la causalité neurobiologique, à la génétique et à l'héritabilité. Une hypothèse standard est que les différentes formes d'autisme seraient des expressions variables du même trouble sous-jacent. Dans bien des cas, il se révèle très difficile de trancher entre l'autisme à haut niveau de fonctionnement et le syndrome d'Asperger, par exemple chez des personnalités comme le conférencier et auteur Stephen M. Shore[réf. nécessaire]. Les critères de distinction entre AHF et SA pourraient être les valeurs moyennes et théoriques suivantes :
- une personne Asperger ne connaît pas de retard du langage, alors que l'acquisition du langage peut être significativement retardée et perturbée dans l'autisme à haut niveau de fonctionnement, et connaît moins de difficultés d'utilisation du langage et de compréhension verbale qu'une personne AHF[7] ;
- elle présente un QI verbal supérieur au QI performance, à l'inverse d'une personne AHF ;
- elle éprouve davantage de difficultés dans la coordination motrice qu'une personne AHF[7] ;
- une personne AHF a moins de symptômes après l'âge de trois ou quatre ans (cf autisme infantile), alors que c'est après cet âge que les symptômes d'une personne Asperger deviennent visibles ou plus marqués[8] ;
- une personne Asperger a globalement moins de difficultés dans les interactions sociales ;
- le syndrome d'Asperger s'accompagne souvent de traits plus marqués tels qu'hypersensibilité à certains bruits ou aliments, dysgraphie, élocution très particulière (ton de la voix, prosodie, tendance au langage très formalisé même chez les enfants), propension aux routines répétitives et maladresse physique ;
- une personne Asperger est globalement plus performante qu'une personne AHF pour reconnaître les émotions d'autrui en le regardant dans les yeux[9].

En 2008, un examen des études de classification a permis de constater que les différences entre les diagnostics posés ne sont pas corroborées par la littérature scientifique, et que les caractéristiques les plus saillantes sont venues des caractérisations de QI. Le classement actuel des troubles du spectre de l'autisme (TSA) peut ne pas refléter la vraie nature des conditions. Une réunion d'experts lors d'une conférence de planification de la recherche sur l'autisme en 2008 a permis de noter des problèmes quant à la classification des sous-groupes distincts de TSA.
Un profil neuropsychologique a été proposé pour le SA. S'il se vérifiait, il pourrait différencier le SA de l'AHF à l'aide d'un diagnostic différentiel. Par rapport aux AHF, les gens présentant un syndrome d'Asperger ont des déficits dans les compétences non verbales telles que la résolution de problèmes visuo-spatiaux et la coordination visuo-motrice, avec des capacités verbales fortes,.
Plusieurs études ont permis de dégager un profil neuropsychologique des atouts et des déficits compatibles avec un trouble d'apprentissage non verbal, mais d'autres études ont échoué à reproduire cela. La recherche n'a pas révélé de résultats cohérents des « faiblesses non verbales » ou de l'augmentation des problèmes spatiaux ou moteurs de personnes Asperger par rapport à des personnes AHF, ce qui conduit certains chercheurs à affirmer que l'augmentation de la capacité cognitive est attestée dans le syndrome d'Asperger par rapport à l'AHF, indépendamment des différences de capacités verbales et non verbales.